# Берёзовик (Киришский район)
Берёзовик — деревня в Кусинском сельском поселении Киришского района Ленинградской области.

## История
Впервые упоминается в Писцовой книге Водской пятины 1500 года как деревня Березовик за рекою за Кусынею в Солецком на Волхове погосте Новгородского уезда.
Деревня Берёзовик, состоящая из 38 крестьянских дворов, обозначена на карте Санкт-Петербургской губернии Ф. Ф. Шуберта 1834 года.

БЕРЕЗОВИК — деревня принадлежит тайной советнице Тучковой, число жителей по ревизии: 86 м. п., 86 ж. п. (1838 год)

Деревня Берёзовик из 38 дворов обозначена на «Специальной карте западной части России» Ф. Ф. Шуберта 1844 года.

БЕРЕЗОВИК — деревня госпожи Тучковой по просёлочной дороге, число дворов — 34, число душ — 96 м. п. (1856 год)

БЕРЕЗОВИК — деревня владельческая при реке Кусине, число дворов — 35, число жителей: 106 м. п., 112 ж. п.; Часовня православная. (1862 год)

Сборник Центрального статистического комитета описывал её так:

БЕРЕЗОВИК — деревня бывшая владельческая при реке Кусине, дворов — 36, жителей — 184; Часовня, лавка. (1885 год)

Согласно материалам по статистике народного хозяйства Новоладожского уезда 1891 года, имение при селении Березовик площадью 1928 десятин принадлежало купцу А. И. Павлову, имение было приобретено в 1884 году за 10 000 рублей.
Согласно епархиальным сведениям 1899 года деревня относилась к приходу Покровской (Николаевская, св. Василия) церкви в селе Тигода.
В конце XIX — начале XX века деревня административно относилась к Тигодской волости 5-го земского участка 1-го стана Новоладожского уезда Санкт-Петербургской губернии.
По данным «Памятной книжки Санкт-Петербургской губернии» за 1905 год деревня Березовик входила в Мелеховское сельское общество.

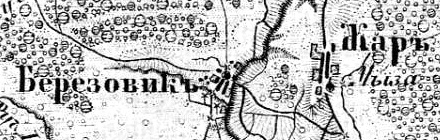
Деревня Берёзовик на карте 1915 года

Согласно карте Петроградской и Новгородской губерний 1915 года в деревне Берёзовик находилась часовня и три ветряные мельницы, к востоку и смежно находилась деревня Жар с часовней двумя ветряными мельницами и мызой.
С 1917 по 1927 год деревня Берёзовик входила в состав Берёзовского сельсовета Тигодской волости Волховского уезда.
В 1926 году по областным административным данным население деревни Берёзовик составляло 100 человек. Согласно же данным переписи населения СССР 1926 года в деревне Берёзовик Берёзовского сельсовета Тигодской волости Волховского уезда проживали 257 человек — все русские.
С февраля 1927 года в составе Глажевской волости. С августа 1927 года в составе Чудовского района Новгородского округа.
С 1928 года в составе Турского сельсовета.
С 1930 года в составе Андреевского района.
С 1931 года в составе Киришского района.
Согласно карте Ленинградской области Северо-западного аэрогеодезического треста ГГУ издания 1932 года деревня насчитывала 27 крестьянских дворов.
По данным 1933 года деревня Берёзовик входила в состав Турского сельсовета.

План деревни Берёзовик. 1937 год

Согласно топографической карте РККА 1937 года деревня насчитывала 45 крестьянских дворов.
Согласно переписи населения СССР 1939 года в деревне Березовик проживали 90 мужчин и 95 женщин, всего 185 человек. Ещё 4 человека — 1 мужчина и 3 женщины, были перевезены с хутора Чугунова. Итого: 189 жителей.
В 1940 году население деревни Берёзовик также составляло 189 человек.
Деревня была освобождена от немецко-фашистских оккупантов 23 января 1944 года.
Смежная деревня Жар была упразднена 30 октября 1950 года с формулировкой: «После войны не восстановлена».
С 1963 года в составе Волховского района.
С 1965 года вновь составе Киришского района. В 1965 году население деревни Берёзовик составляло 59 человек.
По данным 1966 и 1973 годов деревня Берёзовик также входила в состав Турского сельсовета.
По данным 1990 года деревня Берёзовик входила в состав Кусинского сельсовета.
В 1997 году в деревне Берёзовик Кусинской волости проживали 20 человек, в 2002 году — 40 (русские — 87 %).
В 2007 году в деревне Берёзовик Кусинского СП проживали 25 человек, в 2010 году — 42.

## География
Деревня расположена в юго-западной части района на автодороге 41К-571 (подъезд к дер. Берёзовик), к западу от автодороги 41А-006 (Зуево — Новая Ладога).
Расстояние до административного центра поселения — 2 км.
Расстояние до ближайшей железнодорожной станции Тигода — 1,5 км.
Деревня находится на правом берегу реки Кусинка.

## Демография
| 1838 | 1862 | 1885 | 1926 | 1940 | 1965 | 1997 |
| ---- | ---- | ---- | ---- | ---- | ---- | ---- |
| 172  | ↗218 | ↘184 | ↘100 | ↗189 | ↘59  | ↘20  |
| 2002 | 2007 | 2010 | 2017 |      |      |      |
| ↗40  | ↘25  | ↗42  | ↘28  |      |      |      |

### Национальный состав
Согласно данным Всероссийской переписи населения 2021 года в деревне проживали 64 человека, из них:
 русские — 59, киргизы — 2, карелы — 1, мордва — 1, украинцы — 1 человек.

## Улицы
Береговая, Дачная, Заречная, Зелёная.